# چبسور
چبسور (نام علمی: Chebsaurus) نام یک سرده از راسته خزنده‌کفلان است.